# A Man and the Blues
A Man and the Blues — студійний альбом американського блюзового музиканта Бадді Гая, випущений у 1968 році лейблом Vanguard.

## Опис
Це перший альбом гітариста Бадді Гая на іншому лейблі після кар'єри на Chess. Тут Гаю акомпанують три саксофоністи Аарон Кортен, Боббі Філдс, Дональд Генкінс, піаніст Отіс Спенн та ін. Серед пісень «Mary Had a Little Lamb», «I Can't Quit the Blues» і екзальтована кавер-версія «One Room Country Shack» Мерсі Ді Волтона.

## Список композицій
1. «A Man and the Blues» (Бадді Гай) — 6:17
2. «I Can't Quit the Blues» (Бадді Гай) — 3:18
3. «Money (That's What I Want)» (Джені Бредфорд, Беррі Горді, мол.) — 2:54
4. «One Room Country Shack» (Мерсі Ді Волтон) — 5:33
5. «Mary Had a Little Lamb» (Бадді Гай) — 2:33
6. «Just Playing My Axe» (Бадді Гай) — 2:54
7. «Sweet Little Angel» (Б. Б. Кінг) — 5:34
8. «Worry, Worry» (Плума Девіс, Жуль Тауб) — 6:17
9. «Jam on a Monday Morning» (Бадді Гай) — 2:55

## Учасники запису
- Бадді Гай — гітара, вокал
- Аарон Кортен, Боббі Філдс, Дональд Генкінс — саксофон
- Вейн Беннетт — ритм-гітара
- Отіс Спенн — фортепіано
- Джек Меєрс — бас-гітара
- Фред Белоу, Лонні Тейлор — ударні

Технічний персонал
- Сем Чартерс — продюсер
- Фрел Гольц — дизайн
- Лі Теннер — фотографія